# Alaixys Romao
Jacques-Alaixys Romao (L’Haÿ-les-Roses, 1984. január 18.  – ) togói válogatott labdarúgó. 

## Pályafutása

### Klubcsapatokban
L’Haÿ-les-Rosesben született, Franciaországban. Pályafutását 2002-ben a Toulouse-ban kezdte, ahol a B csapatban játszott. 2004 és 2007 között a Louhans-Cuiseaux játékosa volt. 2007-től 2010-ig a Grenoble labdarúgója volt. 2010 és 2013 között a Lorientban játszott. 2013-ban az Olympique Marseille szerződtette, ahol három évet töltött és ezalatt több, mint 100 bajnokin lépett pályára. 2016 és 2018 között az Olimbiakósz játékosa volt Görögországban, melynek tagjakét 2017-ben bajnoki címet szerzett. 2018 és 2020 között a Stade Reims, a 2020–21-es szezonban a Guingamp csapatát erősítette. 2021-ben visszatért Görögországba a Jonikószhoz, ahol két évig játszott. 2023 és 2025 között a Kalithéa volt a csapata, majd visszatért a Jonikószhoz.

### A válogatottban
2005 és 2025 között 93 alkalommal szerepelt a togói válogatottban. Részt vett a 2006-os világbajnokságon, ahol Dél-Korea és Svájc ellen kezdőként lépett pályára.  A Franciaország elleni csoportmérkőzésen nem kapott lehetőséget.
Részt vett a 2006-os, a 2013-as és a 2017-es afrikai nemzetek kupájánis és tagja volt a 2010-es afrikai nemzetek kupájára nevezett keretnek is, de a válogatottat ért fegyveres támadás miatt nem vettek részt a tornán.

## Sikerei, díjai
Olimbiakósz
- Görög bajnok (1): 2016–17